# Elaphidion nearnsi
Elaphidion nearnsi är en skalbaggsart som beskrevs av Steven W. Lingafelter 2008. Elaphidion nearnsi ingår i släktet Elaphidion och familjen långhorningar. Inga underarter finns listade i Catalogue of Life.